# Ivan Kaliáiev
Ivan Kaliáiev (russo: Иван Платонович Каляев; 6 de julho de 1877 – 23 de maio de 1905) foi um poeta russo, membro do Partido Socialista Revolucionário russo. Ficou conhecido, principalmente, por ter assassinado o tio do último Czar da Rússia Nicolau II, o Grão-Duque Serguêi Aleksándrovitch, como parte de suas operações na Organização de Combate do Partido, que resultou em sua prisão no local do crime. Foi condenado e sentenciado à morte por enforcamento.